# Dentista

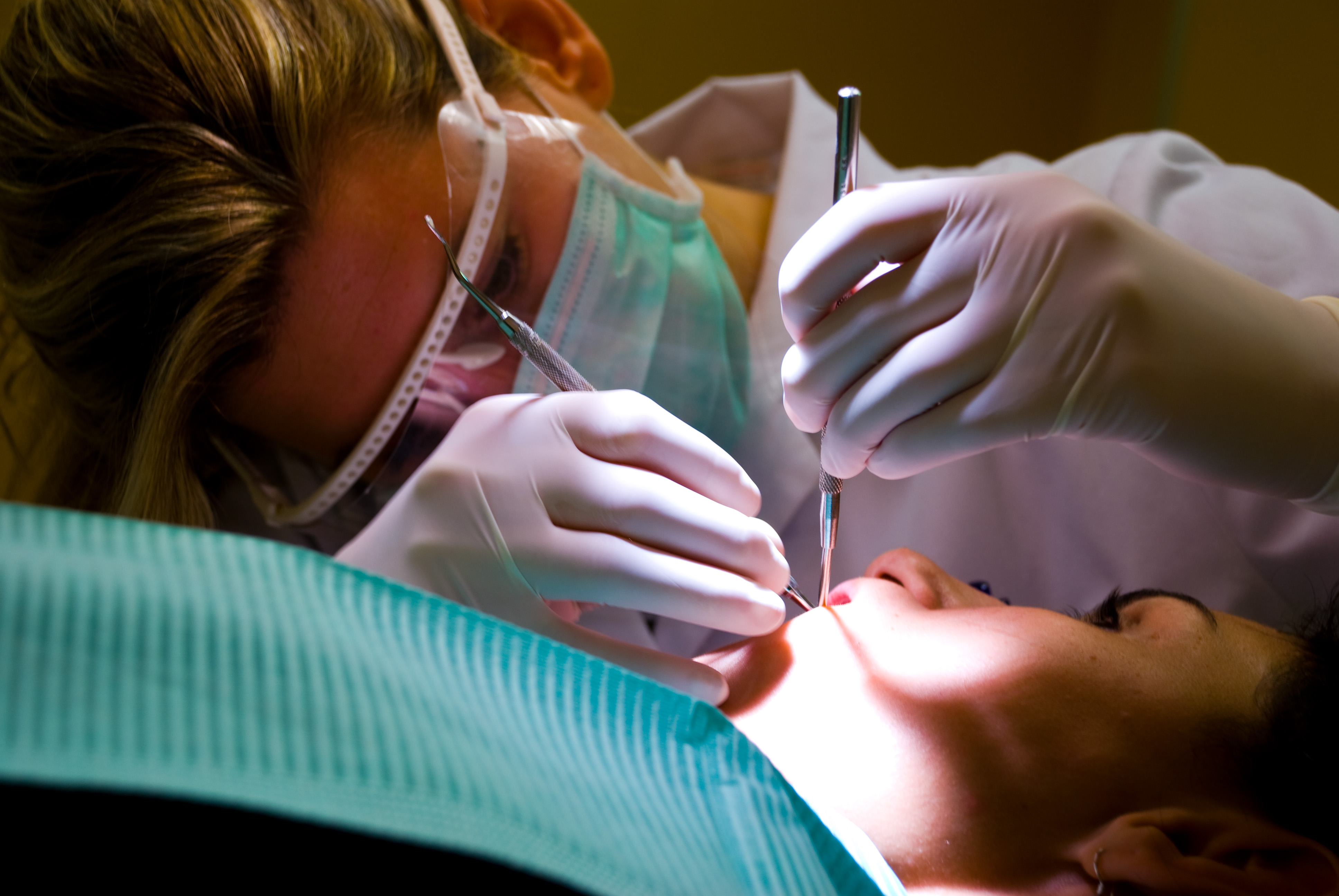
Un dentista a la feina

El dentista (sinònim d'odontòleg) és el metge especialitzat en la prevenció, diagnòstic i tractament de malalties de la boca, les dents i les estructures circumdants, com les genives i la mandíbula. El seu camp de pràctica inclou el tractament de la càries, la cirurgia oral, la implantologia, l'ortodòncia, la periodontologia i el tractament de les malalties bucals. El dentista també s'ocupa de la prevenció, donant consells sobre higiene bucal i alimentació per mantenir la salut bucodental. La formació del dentista inclou un màster en Odontologia i Pròtesi Dental, sovint seguit de períodes d'especialització o d'actualització professional.

## Trets
S'ocupa de la prevenció, diagnòstic i teràpia, tant mèdica com quirúrgica, de les malalties i anomalies de la cavitat bucal i dels òrgans i teixits relacionats. L'objecte de la professió del dentista és també la possible rehabilitació protètica de les arcades dentals.
Higienistes dentals, mecànics dentistes i altres professionals ajuden el dentista.

## Història

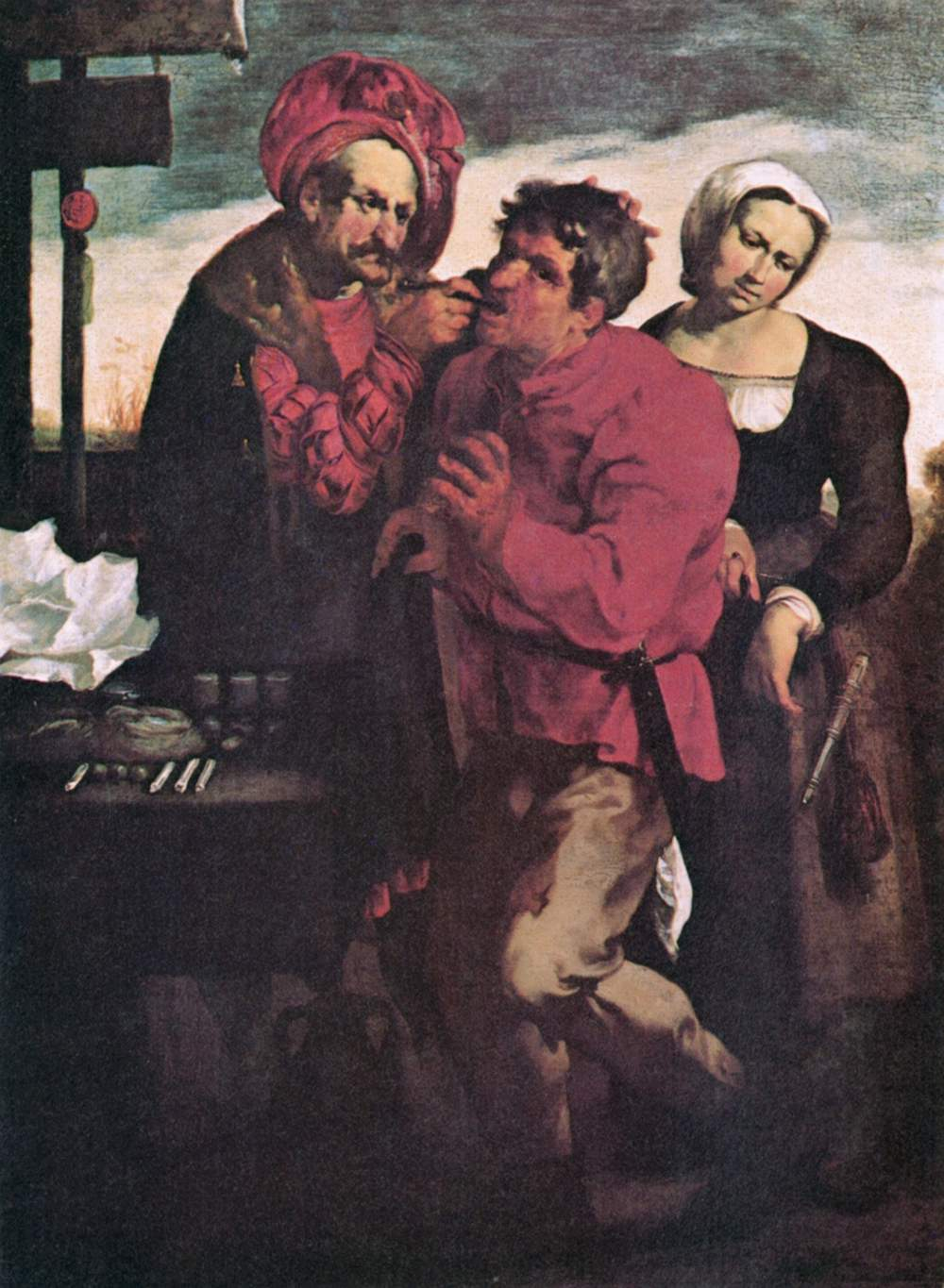
Meisterwerke der Malerei (l'arrencador de queixals) de Johann Liss (1616-1617)

### Edat antiga
Un estudi de 2017 suggereix que els primers instruments dentals rudimentaris estaven en ús ja en l'època de Neandertal (fa uns 130.000 anys).
La incidència de la càries dental a les civilitzacions pre-agrícoles era encara molt baixa, fa només 10.000 anys, de fet, amb l'expansió de l'agricultura, es va produir un augment significatiu del nombre d'individus afectats per aquesta malaltia.
De fet, els estudis sobre les troballes arqueològiques semblen demostrar l'existència de tractaments dentals ja en temps prehistòrics ; de fet, es planteja la hipòtesi que el caçador de la Val Rosna, un home que va viure fa 12.000 anys, va ser sotmès a un tractament dental per càries. El '.tractament '.es va produir mitjançant l'ús d'un pal d'os amb punta de sílex microlítica, que permetia cuidar i netejar el forat; això es va eixamplar i es planteja la hipòtesi que s'utilitzava cera d'abelles o pròpolis per tancar-lo.
Altres estudis sobre la civilització de la vall de l'Indus també han proporcionat proves de tractaments dentals practicats l'any 7000 aC. En particular, les troballes pertanyents al jaciment neolític de Mehrgarh suggereixen que aquests tractaments primordials eren practicats per experts artesans de perles i joies, i que incloïen l'ús de trepants d'arc per tractar les dents.
A Eslovènia es va descobrir un antic empastament dental, fet de cera d'abelles, que es remunta a 6.500 anys. Un text antic sumeri, però, identifica un cuc dental com la causa de la càries.
També s'han trobat proves d'aquesta creença en les cultures dels pobles de l'antiga Índia, Egipte, Japó i Xina, tant és així que, fins al segle XIV dC, el cirurgià Guy de Chauliac encara promogué la creença que els cucs eren els causa de la càries. Els remeis per al mal de queixal, la infecció i la mobilitat de les dents estan molt estesos per tot el papir Ebers, el papir Kahun, el papir Brugsch i el papir Hearst, que es remunten a l'antic Egipte. El papir d'Edwin Smith, escrit al segle XVII aC, que reflecteix en part manuscrits anteriors que es remunten al 3000 aC, il·lustra el tractament de les luxacions mandibulars i les fractures dels ossos de la mandíbula. Al segle XVIII aC, el Codi d'Hammurabi es refereix dues vegades a l'extracció de dents, concebuda a l'època com a càstig. L'anàlisi de les restes d'alguns antics egipcis i grecoromans revela els primers contorns de pròtesis dentals. Tanmateix, és plausible que les pròtesis es fessin només després de la mort de l'individu, per raons purament estètiques. Hipòcrates i Aristòtil van escriure sobre l'odontologia, descrivint la seqüència de l'erupció dental, tractant les dents deteriorades i la malaltia periodontal, extraient les dents amb pinces i utilitzant filferros per estabilitzar les dents soltes i els ossos fracturats. A l'antic Egipte, el metge Hesyra va ser considerat oficialment el primer dentista.
L'escriptor i metge romà Aulus Cornelius Celsus va tractar, en el seu famós compendi "De Medicina", les malalties bucals i els remeis dentals, com els emol·lients i astringents que contenen narcòtics. Les amalgames dentals van ser esmentades per primera vegada en un text mèdic de la dinastia Tang, escrit pel metge xinès Su Kung l'any 659, i es van descobrir a Alemanya el 1528. A l.Edat Mitjana i al llarg del segle XIX, l'odontologia no era una professió en si mateixa. Els tractaments sovint eren realitzats per barbers i monjos. Els barbers, a la Xina i França, es dividien en dos grups diferenciats: el Gremi de Barbers i els barbers simples, per tal de separar els barbers-cirurgians més educats i qualificats, formats per fer front a operacions complexes, dels altres barbers, que s'ocupaven dels serveis d'higiene habituals, com ara l'afaitat, l'extracció de dents i el drenatge dels abscessos

### Edat moderna
Tanmateix, al segle XV, França va prohibir oficialment als barbers la pràctica de la cirurgia. A Alemanya i França, en un període de 1530 a 1575, es van crear les primeres publicacions íntegrament dedicades a l'odontologia. Ambroise Paré, sovint recordat com el pare de la cirurgia, va ser dels primers a publicar tractats sobre el correcte tractament quirúrgic de les patologies dentals. Paré va ser un barber-cirurgià francès, i va ser cirurgià reial de diversos monarques de l'època. Al segle XIV, Guy de Chauliac va inventar el pelicà dental., semblant al bec d'un pelicà, utilitzat per fer extraccions dentals. El pelicà va ser substituït posteriorment per la clau dental. que, al seu torn, va ser substituïda per unes alicates modernes al segle xx. El primer llibre dedicat exclusivament a l'odontologia va ser l.Artzney Buchlein el 1530 , mentre que el primer text escrit en anglès va ser anomenat Operator for the Teeth, de Charles Allen el 1685. L'odontologia moderna només va començar a desenvolupar-se entre 1650 i 1800. La seva autoria s'atribueix de fet al cirurgià francès Pierre Fauchard. Malgrat les limitacions de l'instrumental quirúrgic entre finals del segle xvii i principis del XVIII, Fauchard va aconseguir, amb gran habilitat i inventiva, crear instruments dentals particulars, modificant sovint les eines utilitzades per rellotgers, joiers i fins i tot barbers, utilitzant-los. amb èxit en les seves teràpies. També va introduir els empastaments com a tractament conservador per a la càries dental i va afirmar que els àcids derivats de la glucosa, com l'àcid tartàric, eren responsables de les lesions de caries. Fauchard també va ser el pioner de les pròtesis dentals i va idear diversos mètodes per substituir les dents que faltaven. Va suggerir que els elements de substitució es podrien fer a partir de blocs tallats d.ivori o d'os. També va introduir els aparells d'ortodòncia, inicialment d.or, i va descobrir que la posició de les dents es podia corregir fent que les arcades dentals prenguessin la forma de filferro metàl·lic. Normalment s'utilitzaven cordons de seda encerat per assegurar les enquadernacions. La seva contribució al món de les ciències odontoestomatològiques consisteix principalment en la publicació, l'any 1728, del seu Le Chirurgien Dentiste. El text, en francès, incloïa temes com l'anatomia i les funcions orals bàsiques, la creació de pròtesis i diverses tècniques quirúrgiques i de restauració, donant a l'odontologia una identitat precisa dins de la cirurgia.
Després de Fauchard, l'estudi de l'odontologia va créixer ràpidament. Dos llibres importants, Natural History of Human Teeth (1771) i Practical Treatise on the Diseases of the Teeth (1778), van ser publicats pel cirurgià britànic John Hunter. Primer va plantejar la hipòtesi de la possibilitat de trasplantar dents d'una persona a una altra. Es va adonar que les possibilitats d'un trasplantament de dents augmentarien si la dent del donant fos el més fresca possible i la seva mida adequada per al lloc receptor. Encara que les dents mai es van unir correctament amb el periodonci dels receptors, un dels pacients de Hunter va afirmar que tres de les dents trasplantades van durar sis anys. Claude Mouton va descriure l'any 1746 la fabricació d'una corona amb un agulla d'or per unir-se a l'arrel d'una dent. També va recomanar cobrir l'or amb un esmalt per a un millor resultat estètic. El 1764 James Rae va donar les primeres conferències sobre les dents al Royal College of Surgeon d.Edimburg. William Addis va crear el primer raspall de dents modern el 1780. El 1790, John Greenwood, el dentista de George Washington, va crear el primer motor dental accionat per pedals per impulsar la rotació d'un trepant. El mateix any, Josiah Flagg, un dentista nord-americà, va construir la primera cadira específicament per als pacients dentals.

### Edat contemporània
A una cadira de fusta tipus Windsor, Flagg va combinar un reposacaps ajustable i un braç accessori amb prestatge per col·locar els instruments. Samuel Stockton va començar la construcció i comercialització de dents de porcellana el 1825. La seva SS White Dental Manufacturing Company va dominar el mercat dental al llarg del segle XIX. James Snell va dissenyar la primera cadira dental reclinable el 1831. El 1839 va néixer l'American Journal of Dental Science, la primera revista científica odontoestomatològica del món. Charles Goodyear va idear el procés de vulcanització per endurir el cautxú el 1839, donant lloc a la vulcanita, un material excel·lent per a pròtesis removibles. El 1843 es va publicar el primer número del British Dental Journal. El 1844 Horace Wells, un dentista de Connecticut, va descobrir que l'òxid nítric es podia utilitzar com a anestèsic per realitzar una sèrie d'extraccions dentals a la seva consulta privada. El 1845 va seguir una demostració pública de l'ús de l'anestèsic, que més tard es va considerar un fracàs, ja que el pacient va cridar durant l'operació. El 1846 un altre dentista (i un estudiant de Gal·les ), William Green Morton, va fer una demostració pública de l'ús de l'èter dietílic com a anestèsic en cirurgia., més tard substituït per la cocaïna el 1884, i per la procaïna el 1901, per finalment arribar als anestèsics locals moderns. Els anys 1855 i 1864, respectivament, es van concebre les primeres restauracions d'or. i la presa de goma. per aïllar els elements dentals de la resta de la cavitat bucal. El 1890 Willoughby D. Miller, un dentista nord-americà, va descriure les bases microbiològiques de la càries dental en el seu llibre titulat Micro-Organisms of the Human Mouth. Això va generar un interès considerable per la higiene bucal i va iniciar un moviment mundial per promoure l'ús del raspall de dents i el fil dental en la higiene bucal diària. El 1895 Wilhelm Conrad Röntgen, un científic alemany, va descobrir els raigs X. i, l'any següent, Charles Edmund Kells, un dentista de Nova Orleans, va realitzar la primera radiografia dental a una persona viva. El mateix any, Greene Vardiman Black va formular els principis de la preparació de la cavitat amb finalitats d'obturació, publicant el seu famós treball en dos volums el 1908: Operative Dentistry.
El 1899 Edward Angle va classificar les diverses formes de maloclusió i va fundar la primera escola d.ortodòncia del món a Saint Louis. El 1913 Alfred C. Fones va establir la Clínica Fones per a higienistes dentals a Connecticut, la primera escola per a higienistes dentals. La majoria de les 27 dones graduades estaven emprades per netejar les dents dels nens a les escoles. Això va donar lloc a una reducció notable de les cavitats dentals en els nens i va donar més impuls al moviment de l'higienista dental. Durant la Primera Guerra Mundial, dentistes com Charles Auguste Valadier i Varaztad Kazanijan van treballar al front occidental per tractar les ferides de bala de la cara i les mandíbules, creant les bases per a la traumatologia oro-maxil·lofacial moderna i el desenvolupament de la cirurgia plàstica facial reconstructiva. El 1937, Alvin Strock va inserir el primer implant dental de cargol fet de Vitallium, un aliatge metàl·lic desenvolupat anys abans per Charles Venable, un cirurgià ortopèdic. La primera pasta de dents amb fluor es va comercialitzar a la dècada de 1950. A la dècada següent es van desenvolupar els primers protocols quirúrgics que implicaven l'ús del làser en teixits tous. En el mateix període, es va posar al mercat el primer raspall de dents elèctric, desenvolupat a Suïssa després de la Segona Guerra Mundial. El model sense fil recarregable es va introduir el 1961. Rafael Bowen va desenvolupar Bis-GMA (bis-feno-glicidil-metil-metacrilat) l'any 1962, un monòmer resinós a la base dels materials de farciment estètics actuals: els compostos. A la dècada de 1980, el doctor suec Per-Ingvar Brånemark va presentar a la comunitat científica els resultats de 20 anys d'investigació experimental i clínica sobre l'osteointegració d'implants de titani a la mandíbula, assentant les bases de la implantologia moderna. L'any 1989 es va comercialitzar el primer producte per blanquejar les dents a casa. L'any 1997, la FDA va aprovar l'ús clínic del làser Er:YAG, el primer làser que es podia utilitzar en el tractament de la càries dental.

## Al món
Als països anglosaxons el dentista es defineix com un odontòleg i, a nivell oral, realitza la història clínica i diagnostica trastorns o malalties; proposa i realitza intervencions i tractaments terapèutics i prescriu els medicaments necessaris. Alguns procediments de cirurgia oral només poden ser responsabilitat del dentista o cirurgià maxil·lofacial.
Per exercir la professió és necessari completar un cicle específic d'estudis, la durada dels quals varia en funció de la legislació vigent als diferents estats del món. A més, en alguns països és obligatori superar un examen estatal per obtenir el títol per exercir la professió. Un dentista pot exercir dins del sistema nacional de salut, en el sector privat o com a oficial de les forces armades.